# Arthur Illgen
Arthur Illgen (* 22. Mai 1905 in Berlin; † 11. Mai 1943 in der Strafanstalt Plötzensee, Berlin) war ein deutscher Arbeiter und ein Opfer der NS-Kriegsjustiz.

## Leben und Tätigkeit
Illgen war der Sohn eines Schriftmalers. Nach dem Besuch der Volksschule absolvierte er eine Malerlehre, die er aus finanziellen Gründen nicht beenden konnte. Anschließend arbeitete er als ungelernter Arbeiter, Anstreicher und Maler. 1932 trat Illgen in die Kommunistische Partei Deutschlands (KPD) ein. 
Seit 1939 stand Illgen im Dienst der AEG in Berlin, wo er sich im Selbststudium zum Technischen Zeichner weiterqualifizierte.
Nach dem Machtantritt der Nationalsozialisten betätigte Illgen sich, seinen alten Überzeugungen treu bleibend, gegen die NS-Diktatur. So malte er eines Nachts zusammen mit seinen Arbeitskollegen bei der AEG Werner Steinbrink und Joachim Franke die Losung „Hitler abtreten“ in großen roten Buchstaben an die Außenwand der Kabel- und Akkumulatorenfabrik der AEG in Berlin-Oberschöneweide.
Während des Zweiten Weltkriegs gehörte Illgen der kommunistischen Widerstandsgruppe gegen die NS-Herrschaft um den Schriftsetzer Hans-Georg Vötter an. Als Mitglied der Gruppe verteilte er illegale, gegen die nationalsozialistische Diktatur gerichtete Druckschriften; außerdem warb er Arbeitskollegen, wie zum Beispiel Adolf Bittner, für die Mitarbeit im Widerstand an.
Am 22. Mai 1942 wurde Illgen verhaftet. Zusammen mit Vötter, dessen Frau Charlotte, Adolf Bittner sowie Werner Schaumann und Hilde Jadamowitz wurde Illgen vor dem 2. Senat des Volksgerichtshofs angeklagt. Im Urteil vom 5. Februar 1943 wurden alle sechs für schuldig befunden. Illgen und die anderen drei Männer wurden zum Tode verurteilt, die Frauen erhielten Zuchthausstrafen.
Illgen wurde am 11. Mai 1943 zusammen mit Adolf Bittner in der Strafanstalt Berlin-Plötzensee mit dem Fallbeil hingerichtet.
Heute erinnern eine nach Illgen benannte Straße im brandenburgischen Schulzendorf sowie ein Gedenkstein in der Wilhelminenhofstraße 76/77 in Berlin-Oberschöneweide an ihn. Illgens Name steht auch auf einer 1947 zum Tag der Opfer des Faschismus enthüllten Gedenktafel, die im 1. Stock des früheren Rathauses Kreuzberg in der Yorckstraße 4 zu sehen ist.